# سرخیو گونزالس (بازیکن فوتبال، زاده ۱۹۹۲)
سرخیو گونزالس (انگلیسی: Sergio González؛ زادهٔ ۲۰ آوریل ۱۹۹۲) بازیکن فوتبال اهل اسپانیا است.